# Al-Fahidi-Fort

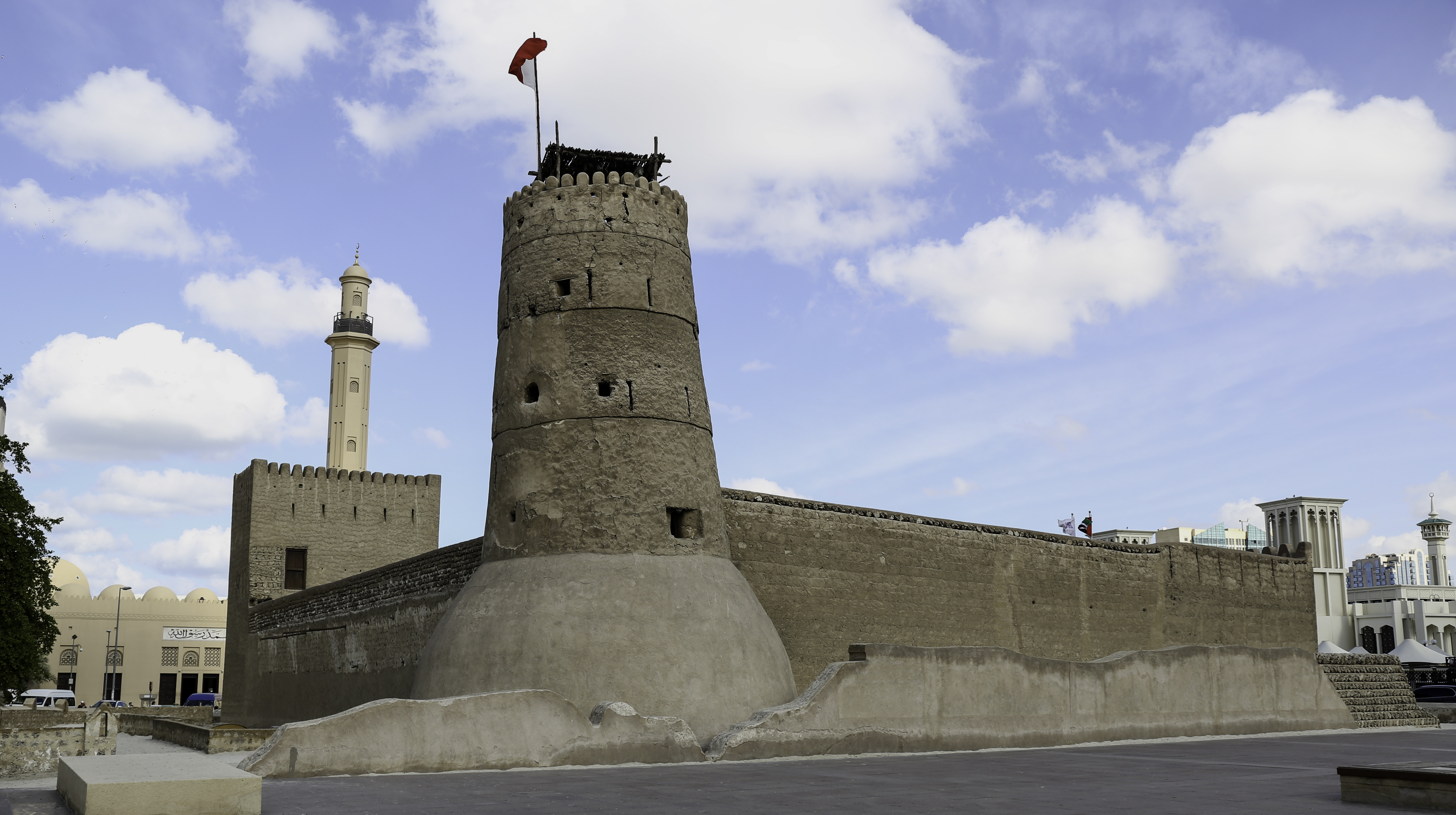
Das al-Fahidi-Fort

Das al-Fahidi-Fort (arabisch حصن الفهيدي Hisn al-Fahidi, DMG Hiṣn al-Fahīdī ‚al-Fahidi-Burg‘) ist eine Festung in Al-Bastakiyya im Zentrum Dubais.

## Geschichte
Es wurde 1787 nahe am Dubai Creek zwischen Ali Bin Talib und der al-Fahidi Road errichtet und ist das älteste noch stehende Bauwerk der Stadt. Es diente als Schutzschild gegen Invasoren und als Gefängnis. Hier wurden auch die Söhne des verstorbenen Scheichs Raschid bin Maktum, Buti und Said, nach ihrem Putschversuch gegen Maktum bin Hascher vor ihrem Exil eingesperrt.
Das Fort wurde durch seine dicken hohen Lehmmauern, die eine quadratische Festung mit einem großen Innenhof bilden, von einem höheren, runden Turm und einem diagonal gegenübergelegenen kompakteren, flacheren Turm geschützt. Errichtet wurde das Fort aus Lehm, Korallenblöcken und Muschelschalen, die mit Kalkbrei verarbeitet wurden. 
Mit der Unabhängigkeit von Großbritannien am 2. Dezember 1971 ordnete Scheich Raschid bin Said Al Maktum die Restaurierung der stark verfallenen Al-Fahidi-Festung an und entschied, es als Museum umzubauen. Als 1987 umfangreiche Erschütterungsschäden an der Festung festgestellt wurden, wurde das Museum unter die Erde verlagert.
Das Al-Fahidi-Fort ist heute bekannt als das Dubai Museum.